# Silent Hill 2 (videogioco 2024)
Silent Hill 2 è un videogioco survival horror del 2024 sviluppato da Bloober Team e pubblicato da Konami Digital Entertainment. È un remake del videogioco Silent Hill 2 del 2001, originariamente sviluppato da Team Silent, un gruppo all'interno di Konami Computer Entertainment Tokyo (KCET). È la prima grande puntata della serie Silent Hill da Silent Hill: Downpour (2012). Come il gioco originale, segue James Sunderland, un vedovo, che torna nell'omonima città del Maine dopo aver ricevuto una lettera dalla sua defunta moglie, Mary, che afferma di aspettarlo lì.
Il remake di Silent Hill 2 è stato annunciato ufficialmente nell'ottobre 2022, dopo mesi di speculazioni e fughe di notizie. È stato guidato dal direttore creativo del Bloober Team Mateusz Lenart e prodotto da Motoi Okamoto di Konami. Masahiro Ito e Akira Yamaoka, che hanno lavorato rispettivamente come designer e compositore per il gioco originale, hanno preso parte attiva allo sviluppo. Secondo Maciej Głomb, Ito fornì concept art per luoghi e mostri mentre Yamaoka tornò come compositore.
Silent Hill 2 è stato rilasciato per PlayStation 5 e Windows l'8 ottobre 2024, con il plauso della critica. La sua grafica, l'ambientazione atmosferica, la colonna sonora di Yamaoka, le interpretazioni (in particolare Luke Roberts come James) e la fedeltà al gioco originale hanno tutti ricevuto grandi elogi e i critici lo hanno considerato un ritorno alla forma per la serie. Ha venduto oltre due milioni di copie e ha vinto diversi premi, tra cui le nomination ai  British Academy Video Games Awards, ai Golden Joystick Awards e ai The Game Awards.

## Modalità di gioco
L'obiettivo di Silent Hill 2 è guidare James Sunderland, il personaggio giocante, attraverso la città titolare di Silent Hill mentre cerca sua moglie e combatte i mostri. In contrasto con la sua controparte originale, Silent Hill 2 presenta un sistema di telecamere in terza persona modernizzato con un sistema di combattimento revisionato.
Il gioco è strutturato in una serie di aree e capitoli, ognuno dei quali rappresenta un segmento del viaggio psicologico ed emotivo di James. Queste aree includono strade, edifici, appartamenti e famigerati luoghi di Silent Hill come il Brookhaven Hospital e il Lakeview Hotel. I giocatori esplorano ambienti dettagliati e poco illuminati usando una torcia e una mappa per navigare. Molte aree richiedono oggetti chiave per progredire, che si possono trovare risolvendo enigmi o sconfiggendo i nemici. La narrazione ambientale e il design del suono ambientale svolgono un ruolo importante nella creazione di un'esperienza tesa e coinvolgente. I giocatori hanno accesso a diverse armi da mischia come un’asse di legno, un tubo d'acciaio e armi da fuoco come una pistola e un fucile. Il combattimento è goffo per progettazione, migliorando la vulnerabilità del protagonista. Conservare munizioni e articoli sanitari è fondamentale, poiché le risorse sono limitate. Il gioco presenta numerosi enigmi che vanno dalla semplice ricerca di chiavi agli indovinelli astratti. La difficoltà del puzzle può essere impostata separatamente dalla difficoltà di combattimento, influenzando la complessità delle soluzioni. Alcuni puzzle richiedono l'interpretazione di note, indizi ambientali o logica simbolica. Silent Hill 2 presenta più finali in base a come i giocatori si comportano durante il gioco: utilizzo di oggetti di salute, comportamento nei confronti di un personaggio, tempo trascorso in determinate aree, ecc. Questi finali riflettono lo stato psicologico di James e forniscono diverse interpretazioni della storia.

## Riassunto

### Ambientazione
Silent Hill 2 è ambientato nella piccola località turistica di Silent Hill nel Maine. Avvolto da una fitta nebbia, la città è apparentemente abbandonata e disintatta, ma Silent Hill presenta un'infrastruttura apparentemente mutevole, in cui il giocatore sperimenta una versione ancora più consumata e decadente della città, e l'Altro Mondo, segnato da ruggine, recinzioni metalliche e un'oscurità avvolgente. È implicito che l'aspetto della città sia soggettivo per chi guarda; dove alcuni vedono nebbia, altri possono vedere fuoco o ghiaccio.
Il personaggio giocabile è James Sunderland (Luke Roberts), un uomo attratto dalla città che gli dà la possibilità di vedere la sua defunta moglie, Mary (Salóme Gunnarsdóttir). Durante la sua esplorazione di Silent Hill, James incontra Angela Orosco (Gianna Kiehl), una ragazza di diciannove anni turbata e suicida alla ricerca di sua madre; Eddie Dombrowski (Danny Kirrane; Scott Haining), un uomo in sovrappeso, vittima di bullismo e paranoico; e Laura (Evie Templeton), una bambina di otto anni maliziosa ma innocente che conosceva Mary quando era viva e non le piace James. James incontra anche Maria (Gunnarsdóttir), una donna che condivide una strana somiglianza con Mary.

### Trama
James arriva a Silent Hill dopo aver ricevuto una lettera da sua moglie Mary, morta tre anni prima per una malattia degenerativa. Incontra Angela e respinge il suo avvertimento che la città è pericolosa, ma la trova abitata da creature disumane e perseguitato da un mostro indistruttibile, Pyramid Head.
Al lago di Toluca , dove James crede che Mary lo stia aspettando, incontra Maria, che assomiglia a Mary, ma ha una personalità più assertiva e civettuola. Maria aiuta James a cercare Mary, incontrando Eddie e Laura in un cinema, ma Laura scappa da James. Trovandosi inspiegabilmente preoccupata per la sicurezza di Laura, Maria insiste per seguirla all'ospedale, ma si ammala subito dopo l'arrivo. James trova Laura, che gli dice che ha fatto amicizia con Mary un anno prima mentre erano ricoverate in ospedale, ma lei chiude James in una stanza e scappa quando lui non le crede. James e Maria, vengono tesi da un'imboscata da Pyramid Head, che uccide Maria; un James scoraggiato fugge. Attraversa una prigione decrepita, dove salva Angela da un mostro che rappresenta suo padre, che ha ucciso dopo anni di abusi sessuali. Nonostante l'aiuto di James, Angela lo accusa di non volere la malata Mary in giro.
James entra in un labirinto dove trova Maria viva e illesa dietro sbarre. Esprime incredulità per la sua apparente morte e racconta i ricordi di Mary, tra cui James che dimentica una videocassetta al Lakeview Hotel durante la loro ultima vacanza. Maria incoraggia il confuso James a trovare un modo per liberarla, offrendosi di essere tutto ciò che vuole che lei sia. Al suo ritorno, tuttavia, trova Maria morta, sfigurata nello stesso modo in cui Mary lo era dalla malattia. Dopo aver lasciato il labirinto, James affronta Eddie, che crede di aver ucciso persone che lo hanno deriso. Eddie ammette allegramente di aver mutilato un bullo e di aver ucciso un cane prima di arrivare a Silent Hill. Supponendo che anche James lo stia prendendo in giro, Eddie attacca, costringendo James a ucciderlo con riluttanza per legittima difesa.
Dopo la morte di Eddie, James arriva all’hotel, Laura gli da una lettera di addio che ha ricevuto da Mary una settimana prima, celebrando l'ottavo compleanno di Laura ed esprimendo il suo desiderio che Laura diventi sua figlia. Rendendosi conto che Mary non avrebbe potuto morire tre anni fa, James guarda la videocassetta, che raffigura la loro vacanza idilliaca prima di passare a James che soffoca Mary. I suoi ricordi sono restaurati, la lettera di Mary scompare e lui confessa la verità a Laura. James poi incontra Angela, che lo ringrazia per averla salvata ma vorrebbe che non l'avesse fatto. Ancora incapace di superare il suo trauma, chiede a James un coltello, ma lui rifiuta. Angela poi sale una scala in fiamme, rassegnata al suo destino.
In seguito, James si trova di fronte a due Pyramid Heads, che giustiziano una Maria rianimata di fronte a lui. James deduce che Pyramid Head è stato creato come risultato del suo desiderio di punizione, ma poiché non ne ha più bisogno, i Pyramid Heads si suicidano. Sul tetto dell'hotel, sconfigge una versione mostruosa di Mary, che si rifiuta di perdonarlo, o di Maria, che si rifiuta di lasciarla abbandonare.
Il finale varia in base alle azioni del giocatore: in "Leave", James dice a Mary che si è risentito con lei per la sua malattia e l'ostilità nei suoi confronti, alimentato dai suoi sentimenti di inadeguatezza e dalla paura della sua morte, portandolo a ucciderla per liberarli entrambi. Percependo il suo rammarico, Mary lo perdona, dandogli la sua vera lettera finale, in cui dice a James che l'ha resa felice e lo incoraggia a vivere. Lascia la città con Laura; in "Maria", James sceglie Maria rispetto a Mary e se ne va con lei. Maria tossisce, implicando che si ammalerà come Mary; "In Water" vede James, incapace di vivere senza Mary, suicidarsi guidando nel lago Toluca; "Stillness" si espande su questo, mostrando Mary che conforta James prima della sua morte; "Bliss" vede James apparentemente entrare nella videocassetta delle vacanze, scegliendo di rimanere ignorante delle sue azioni; e in "Rebirth", James progetta di resuscitare Mary evocando i vecchi dei della città. Due finali di barzellette presentano James che scopre uno Shiba Inu che ha orchestrato gli eventi del gioco ("Dog") o viene rapito dagli alieni ("UFO").

## Rilascio
Silent Hill 2 è stato rilasciato per PlayStation 5 e Windows l'8 ottobre 2024. I preordini dell'edizione digitale deluxe del gioco consentivano un accesso avanzato di 48 ore. È un'esclusiva PS5.